# Altiero Spinelli
Altiero Spinelli (Roma, Itàlia 1907 - íd. 1986) fou un polític italià, un dels principals defensors del federalisme europeu i un dels pares polítics de la Unió Europea.

## Biografia
Va néixer el 31 d'agost de 1907 a la ciutat de Roma. Va iniciar la seva activitat professional com a periodista, adoptant postures radicals, i oposant-se al sorgiment del feixisme de Benito Mussolini, cosa que li va valdre el seu arrest l'any 1927, passant deu anys a la presó i sis de confinament. Amb l'esclat de la Segona Guerra Mundial fou reclòs a l'illa de Ventotene, juntament amb uns 800 presos polítics que s'oposaven al règim feixista.
Va morir el 23 de maig de 1986 a la seva residència de Roma.

## Activitat política

### Europeisme
Membre del Partit Comunista Italià (PCI), durant el mes de juny de 1941 Spinelli i un petit grup de presoners van completar el Manifest de Ventotene (Ventotene Manifesto), document que donava suport el sorgiment d'un nou moviment federalista europeu. A causa de la necessitat de mantenir l'assumpte en secret, i a la falta de materials adequats per a realitzar-lo, el manifest va ser escrit en paper de fumar i guardat en el doble fons d'una caixa de llauna.
El document aconseguiria arribar a les mans de la Resistència Italiana, i més tard, seria adoptat com a programa polític pel Moviment Federalista Europeu, fundat pel mateix Spinelli l'agost de 1943. El contingut d'aquest manifest feia una sèrie de propostes que buscaven la creació d'una Federació Europea d'estats, el primer pas dels quals hauria de ser l'acostament dels països, de manera que no tornés a aparèixer la guerra entre ells. Igual que en molts altres cercles polítics europeus d'esquerres, la pretensió sorgiria com a reacció als destructius excessos provocats pel nacionalisme, de manera que molts han cregut veure la base de la Unió Europea com una reacció hostil contra els plantejaments nacionalistes i les seves conseqüències.

### Comissió Europea
En la formació de la Comissió Malfatti l'any 1970 fou nomenat Comissari Europeu d'Indústria i Comissari de Recerca, càrrecs que va mantenir en la Comissió Mansholt i Comissió Ortoli. En aquesta última etapa la cartera de Recerca fou dividida en dues, quedant-se Spinelli amb l'àrea de Tecnologia mentre que les funcions referents a Recerca i Ciència van recaure en Ralf Dahrendorf.

### Política italiana
Entre 1976 i 1983 fou escollit diputat al Parlament d'Itàlia pel PCI, adscrivint-se en el grup mixt. En la formació de diversos governs de coalició entre socialistes i comunistes fou nomenat Sotssecretari d'Interior i de Gràcia i Justícia.

### Parlament Europeu
En les eleccions europees de 1979 fou escollit eurodiputat al Parlament Europeu, escó que va revaldir en les eleccions europees de 1984 i que va mantenir fins al 1986. En reconeixement de la seva important tasca en la unitat europea l'any 1993 el Parlament Europeu anomenà un dels seus edificis de la seu de Brussel·les amb seu nom, dedicant l'altre edifici a Paul-Henri Spaak.